# Ivo Pietzcker
Ivo Pietzcker (n. 2002 en Berlín) es un actor alemán, conocido por desempeñar el papel principal en las películas Jack (2014) y Niebla en agosto (2016).

## Carrera
En su primera actuación, Ivo Pietzcker ya desempeñó un difícil papel en una película sobria en diálogos en la que el peso de la actuación recae sobre las miradas y la capacidad de trasmitir emociones. Se trataba de Jack, estrenada en 2014. Su actuación le mereció la nominación a "Mejor actor" en el Premio Alemán de Críticos de Cine.
El director de cine alemán Kai Wessel se fijó en su talento y le ofreció el papel principal en el largometraje Niebla en agosto (2016), un drama sobre el programa de eutanasia que se aplicaba en los centros de salud mental del III Reich. Ivo encarna a Ernst Lossa, un joven yeniche que fue internado en un psiquiátrico alemán y posteriormente ejecutado debido a su carácter rebelde.

## Filmografía
- 2014: Jack
- 2016: Nebel im August
- 2017/2020: Babylon Berlin (serie de TV)